# Володимирець (станція)
Володи́мирець — проміжна залізнична станція Рівненської дирекції Львівської залізниці на вузькоколійній лінії Антонівка — Зарічне між станціями Антонівка (18 км) та Біла (31,5 км). Розташована неподалік селища Володимирець Вараського району Рівненської області.

## Пасажирське сполучення
З 18 березня 2020 року рух приміських поїздів сполученням Антонівка — Зарічне припинено на невизначений термін.